# فهد الغشیان
فهد الغشیان (عربی: فهد صالح الغشيان؛ زادهٔ ۱ اوت ۱۹۷۳) بازیکن سابق فوتبال اهل عربستان سعودی است.
وی در تیم ملی فوتبال عربستان ۶ بازی انجام داده است و عضو این تیم در جام جهانی فوتبال ۱۹۹۴ بوده است.